# ステファン・ラドスラヴ
ステファン・ラドスラヴ（セルビア語キリル・アルファベット: Стефан Радослав  ; c. 1192 – 1235以降）、別名ステファノス・ドゥーカス （ギリシア語: Στέφανος Δούκας  ）はセルビア王国の国王(在位1228-1233)     。

## 家族
ラドスラヴは、ステファン・ネマニッチとエウドキア・アンジェリーナ（ビザンツ皇帝アレクシオス3世アンゲロスとエウフロシネ・ドゥカイナ・カマテリーナの娘)の長男だった。伝えられるところによると、彼には2人の名前のない姉妹がいる。一人目は最初にアルバニアの王子ディミテル・プロゴニと結婚し、次にグレコ・アルバニアの領主グレゴリオス・カモナスと結婚した。二人目はブルガリア皇帝イヴァン・アセン1世の息子とされるアレクサンデル・アセンと結婚した。アレクサンデルの母親がイヴァン・アセン1世の最初の妻マリアなのか2番目の妻ヘレナなのかは定かではない。アレクサンデルのにはカリマン2世がいる。
歴史家のジョン・ヴァン・アントワープ・ファイン・ジュニアによれば、エウドキアは姦淫を理由に勘当された。ファインは、ニケタス・コニアテスの一節を要約して、「彼女は服だけを背負って歩いて去った」と述べている。エウドキアは義兄でゼタの王子であるヴカン・ネマニッチと一緒に避難を求めた。ヴカンはしばらくの間彼女にホスピタリティを提供し、その後ドゥラスへの輸送を手配した。そこで彼女はコンスタンティノープルに向かうビザンツ帝国船に乗り込み、無事父親のもとに戻った。これは、ステファン・ラドスラフが1190年代または1200年代初頭（10年）に生まれたことを示していまる。
ファインは、エウドキアの扱いは、当時のビザンツ帝国の名声が低下したことを示していると考えている。ステファン・ネマニッチは明らかに、彼の行動によって義父と軍事的に対立する可能性があることを恐れていなかった。帝国との同盟は、セルビアの支配者にとっては、どうやら用済みになってしまったようだ。ステファン・ネマニッチは、ヴカン・ネマニッチとハンガリー王イムレと両方との国境紛争を続けていたが、全面戦争には至っていなかった。ビザンツからは何の軍事的支援も得られず、ステファンはビザンツからの支援に絶望したようだ。
同時に、ステファン・ネマニッチは、教皇インノケンティウス3世に王として認めてもらうのと引き換えに、自分とその臣下をローマ・カトリック教会に服従させる交渉をしていた。彼には、ビザンツ帝国とそれに関連する東方正教会から距離を置く理由があった。
彼の父は後に、ラニエ・ダンドロの娘であり、ヴェネツィアの総督エンリコ・ダンドロの孫娘であるアンナ・ダンドロと再婚した。 ステファン・ラドスラフには、この結婚で3人の父方の異母兄弟がいた。セルビアの大司教サワ2世 、 ステファン・ヴラディスラヴ 、 ステファン・ウロシュ1世である。彼の母親は、2番目にアレクシオス5世ドゥーカスと結婚し、3番目にナフプリオの支配者であるLeoSgourosと結婚した。しかし、どちらの結婚でも既知の子供は存在しなかったため、ステファン・ラドスラフには結果的に異父兄弟姉妹はいなかった。

## ザクルミアの支配者

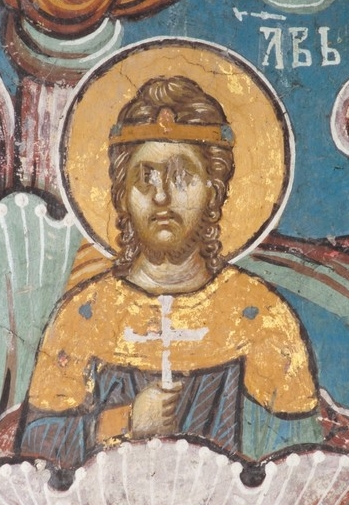
ラドスラヴ、 デチャニ修道院

マヴロ・オルビーンの「スラブ人の王国」（1601年）によると、ステファン・ラドスラフは父親は治世中にザクルミアの支配者だった
。しかし、オルービンがザクルミアの歴史に使用した資料は、その名前が特定されていない。それらは失われたと考えられ、オルービンは現存する最も古い資料のままである。それによるとミロスラフはわずか10歳の息子アンドリュー（アンドリヤ）に引き継がれた。ミロスラフの息子で、他の資料では跡継ぎとして言及されているトルジェンが本文から消えている。アンドリューは未成年であり、地元の貴族は彼を追放しようとした。彼らはピーター（ペタール）を即位させたが、先代との関係はオービンによって言及されていない。後の学者は、ピーターがミロスラフのもう一人の息子であり、アンドリューの兄弟または異父母であると想定する傾向があることに留意するべきだ。しばらくして、追放されたアンドリューの原因は、ザクルミアを侵略したステファン・ネマンジッチによって取り上げられました。ピーターはネレトヴァ川の西と北の地域に撤退することを余儀なくされた。ザクルミアの残りの部分はネマニッチ朝の支配下に置かれた。ピーターが領有したとされる地域は、争いの余地がないわけではないというのが、細かい指摘である。それらは、1198年以来、クロアチアとダルマチアの公爵アンドラーシュ2世によって請求権が主張されていることが他の情報源から知られている。次に、オービンは、ネマニッチ朝がザクルミアを、ミロスラフの息子であるいとこのアンドリューと彼の息子であるラドスラヴの間で分割したと主張している。アンドリューはポポボと沿岸のハムを与えられ、本土はラドスラフに与えられた。その後、オービンはラドスラヴが死に、ネマニッチがアンドリューに自分の地域を与えたと主張している。ラドスラヴが父親より先に死ぬのはありえないという指摘がある。他の情報源から、ラドスラヴがネマニッチの後を継いだことを知っている。ネマニッチは、私たちの知らない理由で、単に権威のある地位を解任したのかもしれない。オービンの記述は続くが、その後ラドスラヴについては言及されていない。
上記の記述の信頼性は、それ以上の情報源がないために判断するのが難しい場合がある。時には明らかな誤りがいくつかあるが、物語の基本は真実だろう。ライバルの相続人の存在を伴うザクルミアでの相続危機は非常にもっともらしい。ネマニッチ朝には参加する理由がある。 1190年代後半のヴカンとの継続的な競争によって、ヴカンが支配権を主張するのを防ぐために、ザクルミアの支配権を確保する必要に迫られた。しかし、その地域での彼の活動は他には記録されていない。ピーターに対抗してに対してアンドラーシュを支持する彼の動機も不明だ。 2つのどちらかが傀儡政権の支配者として役立つことができます。二人のうちどちらかが傀儡国家の支配者になることも可能だ。ラドスラヴをザクルミア東部の支配者に据えることは、この地域の支配をより強固なものにする方法であろう。
オルビーンは、実際には日付を記載していない。より広い地域の他の出来事を記録した資料に基づいて、それらを推定していくこととする。彼はミロスラフの死を1198年と推定している。クロアチア・ダルマチア公爵アンドラーシュがその年に攻撃を選んだ理由を説明する。彼はネレトバ川の北西にあるザクルミアの地域の支配権を獲得した。 1203年までに、アンドラーシュは兄のイムレと争った。この紛争により、ピーターはネレトバ川の北西の地域の領有を請求することができた。彼は、アンドラーシュの軍隊がすでに撤退していることを利用するか、自身の軍隊を使って彼らを追い出すことができたはずだ。いずれにせよ、アンドリューはおそらく同時に2つの正面作戦を維持する余裕はなかった。ピーターはその地域を権力の拠点として確保し、ザクルミア東部から弟を追い出すことができた。ザクルミアのアンドラーシュが亡命してからネマニッチが介入する決定を下すまでの時間は、オービンの説明では不明だ。 ファインは、それが10年以上であった可能性を示唆している。彼は、ネマニッチ朝が教皇ホノリウス3世によって王と宣言されるちょうど一年前の1216年まで遅くなる可能性があるとしている。ネマニッチはそれまでに、傀儡支配者であるアンドラーシュのためにザクルミア東部を確保することに力を注ぐことができた。その後、ラシュカに直接隣接する地域にラドスラフを任命することで、さらに厳格な管理を確保することを試みることができた。その地域は、オービンが示すよりも長く彼の支配下にとどまっていた可能性があります。ファインはピーターが沿岸地域を乗っ取ったと記録された1218年までにアンドラーシュが「現場から姿を消した」ように見えることを指摘している。ピーターがラドスラヴによって支配されていると思われる地域に支配を拡大したという兆候はないようだ。

## 統治と退位

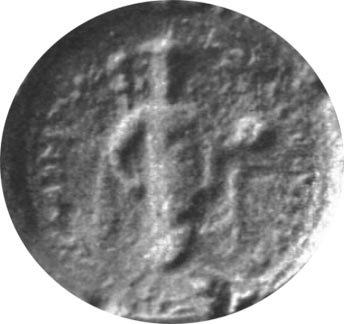
ステファン・ラドスラヴの印章

ファインは、ラドスラヴが父親が王の時期にゼタ公国を治めていることに言及している。1222年または1228年の様々な憲章にラドスラフは父親とともにジチャ修道院の共同創設者として登場している。病気になった初代王ステファン王は、修道誓願を立てて1227年に亡くなった。長男であったラドスラヴは王位を継承し、叔父であり、独立正教会であるセルビア正教会の最初の大司教サワ大主教によってジチャで戴冠した。幼い息子、ウロディスラフとウロシュ1世はアパナージュを受けた。兄弟の末っ子であるサワ2世は、その後まもなくハムの司教に任命され、後にセルビアの大司教（1263-1270）を務めた。したがって、教会と国家は同じ家族によって支配され、教会における家族の役割と、両者の結びつきが続いていった。
伝記作家で僧侶のテオドシウスによれば、ラドスラヴは最初は優れた統治者だったが、その後、エピロス専制侯爵とテッサロニキの統治者であるテオドロス1世コムネノス・ドゥーカスの娘である妻の影響を受けた。このギリシャの影響により、ラドスラヴはセルビアの貴族から好かれなかった可能性が高い。ラドスラフはギリシャ名であるステファノス・ドゥーカスを硬貨やいくつかのギリシャの文書に使用し、署名も一度だけしたことがある。
ラドスラヴは、義父のセオドアが強いままである限り、国内の反乱は起きなかった、1230年にセオドアがブルガリアの皇帝イヴァン・アセン2世に敗北し、捕らえられる（クロコトニツァの戦い）とラドスラヴの立場は弱まった。臣下の貴族の一部が1233年の秋に反乱を起こした。セルビアの中世の伝記作家は、貴族がラドスラヴではなく若いウラジスラフを支持するようになったと述べた。ラドスラヴは、1233年9月1日から1234年2月4日までの間に国から逃れた。王国を取り戻すことはできなかったが、最終的には僧侶として戻った。1233年、ラドスラヴは妻と一緒にドゥブロヴニクに逃亡し、ラドスラフヴがウラジスラフに対する何らかの行動を組織し、なんとか王座に復帰しようと考えていたことがうかがえる。このことは、1234年2月4日付、セルビアに戻った後のラグーザ貿易特権の約束に関する文書から明らかである。このため、ウラジスラフはラグーザを脅かすようになり、ラグーザはボスニアのバン・ニノスラフに助けを求めなければならなかった。ウラジスラフに対する行動は失敗に終わり、ラドスラフはディルラキウムのエピロテの支配者ミカエル2世アンゲロス・コムネノスに身を寄せた。
テオドシウスによれば、ラドスラフの妻アンナは彼を捨てて、要塞の司令官であるフランク人と結婚したという。しかし、ラドスラフの時代にはフランク人の司令官はいなかったので、この話は誤りであることが証明されている。しばらくして、ラドスラフ夫妻は一緒にセルビアに戻り、修道院の誓いを立てた。
ウラジスラフはラドスラヴの逃亡により王に戴冠した。ウラジスラフはサワの仲介でイヴァン・アセン2世の娘と結婚した 。サワは1233年末に退位し、弟子のアルセニエに譲った。サワは、1235年にブルガリアの宮廷を訪れている間、聖地巡礼から家に帰る途中で亡くなり、タルノヴォの聖40殉教者教会に敬意を表して埋葬された。一連の要請の後、サヴァの遺体はセルビアに返還され 、1234年にウラジスラフによって建てられたミレシェヴァ修道院に埋葬された。 サワは列聖され、その聖遺物は奇跡的のものとされた。その信仰は、中世やオスマン帝国の占領下でも重要であった。

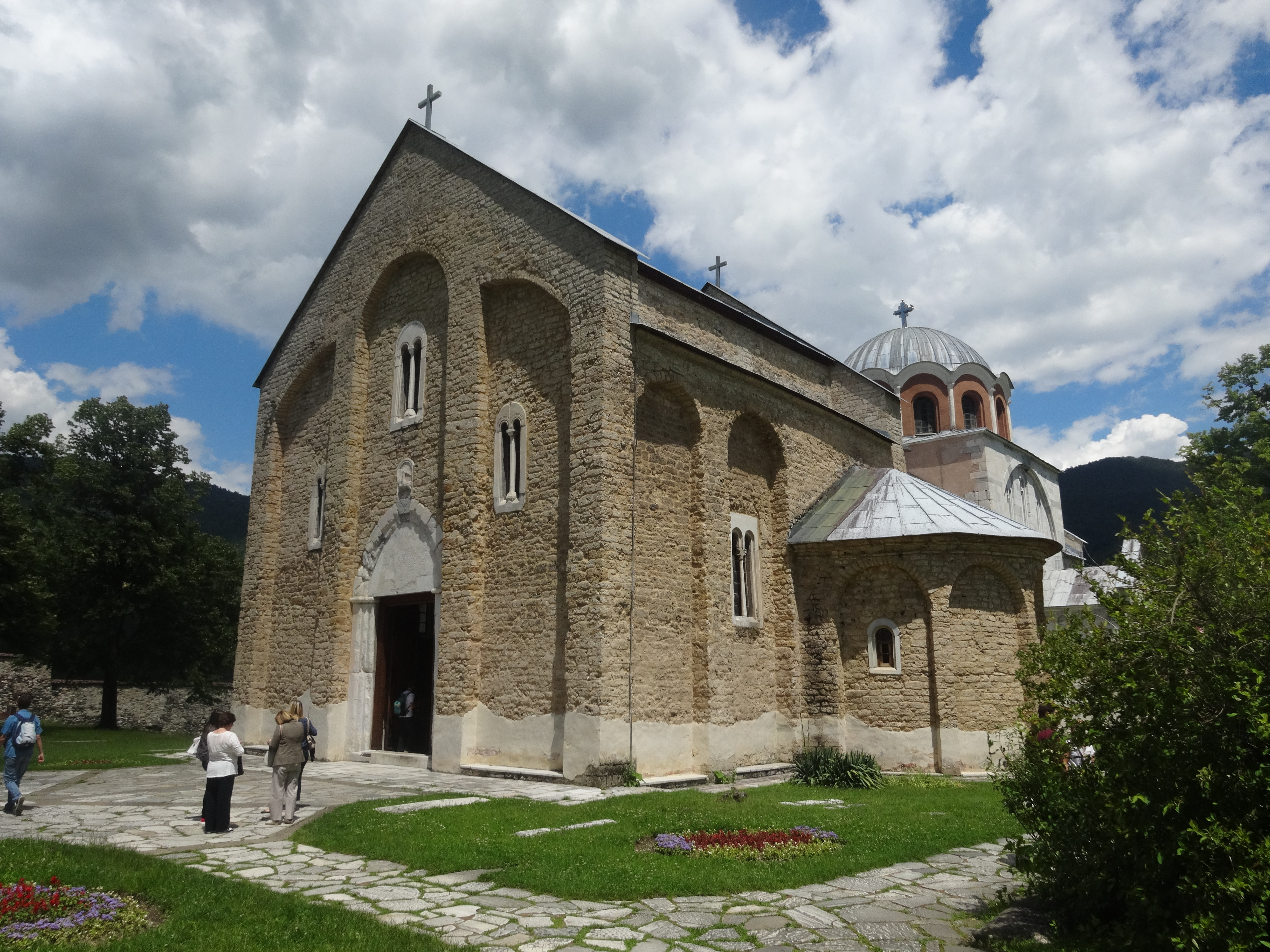
ラドスラヴはストゥデニツァ修道院の教会に拝廊を追加しました

ファインによると、ラドスラヴとアンナの二人は退位後、修道院生活に入ったという。彼の出家名はジョヴァンだった。彼がいつどのような状況で死亡したかは不明である。僧侶になった後のウラジスラフとラドスラフの関係は完全には知られていないが、弟の邪魔はしなかったようだ。ラドスラヴが管理するためにセルビアの土地の一部を受け取ったという説がある。いずれにせよ、ラドスラヴは平和に余生を過ごしたのだ。
ラドスラヴは1217年頃、エピロスの支配者であるミカエル1世コムネノス・ドゥーカスの娘、テオドラ・コムノネスと婚約したとされている。ミカエルの妻は両方ともメリセノス家の一員だったが、二人のうちどちらがテオドラの母親だったのかわからない。ラドスラヴは1219年または1220年に代わりに彼女のいとこであるアンナ・ドゥカイナ・アンジェリーナと結婚することが判明した。彼女はテオドロス・コムネノス・ドゥーカスとマリア・ペトラリファイナの娘だった。Europäische Stammtafelnによると、この結婚により一人の子供が生まれたとされている。名前は記載されておらず、現代の系図学者であるチャールズ・コーリーは、子供の存在に関する一次資料を見つけることができなかった。

## 参考資料
- Bataković, Dušan T., ed (2005) (フランス語). Histoire du peuple serbe [History of the Serbian People]. Lausanne: L’Age d’Homme. ISBN 9782825119587
- Bellinger, Alfred Raymond (1999). Catalogue of the Byzantine coins in the Dumbarton Oaks Collection and in the Whittemore Collection. Vol. 4. Alexius I to Michael VIII, 1081 - 1261 : Pt. 1. Alexius I to Alexius V : (1081 - 1204). Dumbarton Oaks. pp. 635–. ISBN 978-0-88402-233-6
- Ćirković, Sima (2004). The Serbs. Malden: Blackwell Publishing. ISBN 9781405142915
- Curta, Florin (2006). Southeastern Europe in the Middle Ages, 500–1250. Cambridge: Cambridge University Press. ISBN 9780521815390
- Curta, Florin (2019). Eastern Europe in the Middle Ages (500-1300). Leiden and Boston: Brill. ISBN 9789004395190
- Ducellier, Alain (1999). “Albania, Serbia and Bulgaria”. The New Cambridge Medieval History. 5. Cambridge: Cambridge University Press. pp. 779–795. ISBN 9780521362894
- Ducellier, Alain (2008). “Balkan Powers: Albania, Serbia and Bulgaria (1200-1300)”. The Cambridge History of the Byzantine Empire c. 500–1492. Cambridge: Cambridge University Press. pp. 779–802. ISBN 9780521832311
- Dvornik, Francis (1962). The Slavs in European History and Civilization. New Brunswick: Rutgers University Press. ISBN 9780813507996
- Ferjančić, Božidar; Maksimović, Ljubomir (2014). “Sava Nemanjić and Serbia between Epiros and Nicaea”. Balcanica (45):  37–54. doi:10.2298/BALC1445037F.
- Fine, John Van Antwerp Jr. (1994) [1987]. The Late Medieval Balkans: A Critical Survey from the Late Twelfth Century to the Ottoman Conquest. Ann Arbor, Michigan: University of Michigan Press. ISBN 0472082604
- Ivanović, Miloš (2019). “Serbian Hagiographies on the Warfare and Political Struggles of the Nemanjić Dynasty (from the Twelfth to Fourteenth Century)”. Reform and Renewal in Medieval East and Central Europe: Politics, Law and Society. Cluj-Napoca: Romanian Academy, Center for Transylvanian Studies. pp. 103–129
- Ivić, Pavle, ed (1995). The History of Serbian Culture. Edgware: Porthill Publishers. ISBN 9781870732314
- Jireček, Constantin (1911). Geschichte der Serben. 1. Gotha: Perthes
- Jireček, Constantin (1918). Geschichte der Serben. 2. Gotha: Perthes
- Kalić, Jovanka (2017). “The First Coronation Churches of Medieval Serbia”. Balcanica (48):  7–18. doi:10.2298/BALC1748007K.
- Marjanović-Dušanić, Smilja (2006). “Lʹ idéologie monarchique dans les chartes de la dynastie serbe des Némanides (1168-1371): Étude diplomatique”. Archiv für Diplomatik: Schriftgeschichte, Siegel- und Wappenkunde 52:  149–158. doi:10.7788/afd.2006.52.jg.149.
- Mileusnić, Slobodan (1998). Medieval Monasteries of Serbia (4th ed.). Novi Sad: Prometej. ISBN 9788676393701
- Nicol, Donald M. (1984) [1957]. The Despotate of Epiros 1267–1479: A Contribution to the History of Greece in the Middle Ages (2. expanded ed.). Cambridge University Press. ISBN 9780521261906
- Obolensky, Dimitri (1974) [1971]. The Byzantine Commonwealth: Eastern Europe, 500-1453. London: Cardinal. ISBN 9780351176449
- Orbini, Mauro (1601). Il Regno de gli Slavi hoggi corrottamente detti Schiavoni. Pesaro: Apresso Girolamo Concordia
- Орбин, Мавро (1968). Краљевство Словена. Београд: Српска књижевна задруга
- Ostrogorsky, George (1956). History of the Byzantine State. Oxford: Basil Blackwell
- Polemis, Demetrios I. (1968). The Doukai: A Contribution to Byzantine Prosopography. London: The Athlone Press. ISBN 9780485131222
- Popović, Svetlana (2002). “The Serbian Episcopal Sees in the Thirteenth Century”. Старинар (51: 2001):  171–184.
- Samardžić, ed (1993). Serbs in European Civilization. Belgrade: Nova, Serbian Academy of Sciences and Arts, Institute for Balkan Studies. ISBN 9788675830153
- Sedlar, Jean W. (1994). East Central Europe in the Middle Ages, 1000-1500. Seattle: University of Washington Press. ISBN 9780295800646